# Sheff G
Michael Williams, cunoscut profesional ca Sheff G (născut la 23 septembrie 1998) este un rapper, cântăreț și compozitor american din secțiunea Flatbush din Brooklyn, New York. A devenit faimos cu single-ul său „No Suburban” în 2017, care a fost un răspuns la piesa „Suburban” de 22Gz popularizat Sheff G și aamer29o. Williams este cunoscut pe scară largă drept una dintre avangardele mișcării Brooklyn Drill.

## Biografie
Michael Williams s-a născut la 23 septembrie 1998 în Brooklyn, New York, într-o mamă trinidiană și tată haitian. A fost crescut în secțiunea Flatbush din Brooklyn. A fost influențat și inspirat la rap ascultând 50 Cent, Notorious B.I.G. și rapperi din Chicago, precum Lil Bibby și Chief Keef. Sheff G, înainte de a intra în muzică, s-a alăturat echipei 83 (Eight Tray) Gangsta Crips la 12 ani și a fost închis timp de 2 ani pentru o acuzație de crimă și jaf în 2015 la 17 ani înainte de a fi eliberat în 2017. Sheff, când a fost întrebat despre copilăria înainte de rap a spus: "Crescând, tot ce eram în jur era violență, la școală sau agățat cu negrii mei, era dur pe străzi. Trebuia să fiu protejat acolo, așa că m-am afiliat cu 83s, eram în Flatbush mai ales pe blocul meu, am fost un bebeluș de bloc pe care l-ai auzit ca negrii care îmi știu corpul. Nu aș crede niciodată că rapitul va fi în viitorul meu. Îmi amintesc că în 2014, la 15 ani, am crescut urmărind GS9 pe G-Stone Crips mari, și ei 90s din partea de est, și aș fi ca „la naiba, imaginați-vă că sunt așa.” Dar atunci a fost un vis.

## Cariera muzicala
Williams a fost influențat de rapperii de Drill din Chicago Chief Keef, Lil Bibby și G Herbo. În 2017, single-ul său „No Suburban (produs de AXL Beats)” a devenit viral și a fost creditat ca unul dintre pionierii mișcării de muzică de drill din Brooklyn. A făcut un remix pentru „No Suburban” cu rapperul afiliat GS9 Corey Finesse.
Sheff G, Sleepy Hallow și Corey Finesse au fost administrati anterior de fostul jucător de fotbal NFL, NuLa Entertainment al lui Junior Galette.
În 2019, și-a lansat mixtape-ul numit Unluccy Luccy Kid cu casa de discuri Winners Circle.
În mai 2020, a lansat albumul său numit One and Only. Single-ul său „No Suburban 2” a devenit viral cu peste 21 de milioane de fluxuri.
În august 2020, Sheff G împreună cu colegul de rap Sleepy Hallow prin Winners Circle Entertainment au semnat un acord de parteneriat cu RCA Music. Sheff G și Sleepy Hallow au lansat single-ul „Tip Toe” produs de Great John și folosind o mostră a versiunii lui Tiny Tim a „Tiptoe Through the Tulips”.

## Controverse legale
În liceu, a fost arestat și a intrat în probatiune după ce a tras focuri de armă la Kings Plaza din Brooklyn. Cu o săptămână înainte ca Sheff să împlinească 16 ani, în 2014, a fost arestat pentru prima dată și rezervat pentru Fighting.
19 noiembrie 2015 Sheff G a fost închis pentru 1 și 4 luni de închisoare pentru o acuzație de crimă și jaf. Sheff a mai declarat că ultima dată când a făcut timp a fost o scurtă perioadă din octombrie 2017 până în ianuarie 2018, care explică că a fost motivul pentru care s-a întrerupt muzica.